# Jlubang
Jlubang is een bestuurslaag in het regentschap Pacitan van de provincie Oost-Java, Indonesië. Jlubang telt 1597 inwoners (volkstelling 2010).